# Chichat
Chichat is een stuwmeer in de Inderta woreda van Tigray in Ethiopië. De 482 meter lange aarden dam werd gebouwd in 1985 door de Relief and Rehabilitation Commission.

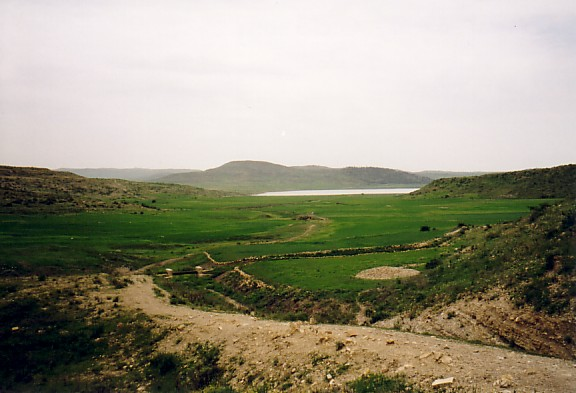
Chichat (gezien vanaf de Indazib'idam)

Het stroomgebied van het reservoir is 28,89 km² groot, met een lengte van 6740 meter. Het reservoir ondergaat snelle sedimentafzetting. De gesteenten in het bekken zijn Schiefer van Agula. Zodra het water zich terugtrekt na het regenseizoen gaan de boeren het nog natte sediment inzaaien (recessielandbouw). Een deel van het water gaat verloren door insijpeling; een positief neveneffect hiervan is dat dit bijdraagt tot het grondwaterpeil.